# 譚萬鈞
譚萬鈞，BBS，BH，JP（1944年10月10日—），香港教育家，香港私立學校聯會前主席（自1981年起擔任）、敬師運動委員會現任主席與香港中文大學教育學院教育行政與政策學系客座教授。他早於1967年投身教育界，前後花了三十多年時間接辦、合併與創辦香港數間中學。自1990年代開始，他身兼多項教育公職至今。又在1999年成立「萬鈞教育機構」管理萬鈞伯裘書院、賽馬會萬鈞毅智書院、萬鈞匯知中學、萬鈞教育基金等相關機構。譚萬鈞現時為三所中學的校監。同時為萬鈞教育機構主席，以「人人可教」的教育理念辦學。他在2018年至2020年被邀請成為香港電台節目顧問團成員。

## 背景

### 個人事業
譚萬鈞家有三姊弟，在十歲時隻身隨原本任職小學校長的父親由台山市來到香港生活，早年居住在九龍深水埗。他來港定居以後沒有上小學而只以自修方式在當時位於深水埗桂林街的新亞書院學習粵語和英語，並在1957年考獲政府獎學金，通過小學會考考入皇仁書院完成五年免費教育（1962年中五畢業）。譚萬鈞就讀中一年級時在中國學生周報報社擔任過通訊員，又開始為學生補習，嶺南大學前校長陳坤耀為其中學同學，同屆同學則有前香港考試及評核局秘書長蔡熾昌、前懲教署署長伍靜國和作家岑逸飛。在1964年修畢預科文憑後，譚萬鈞考入香港大學，主修經濟學，副修政治學。為了賺取生活費，他就讀大學時曾在三所夜校任教經濟。後來在1967年大學畢業後（獲三級榮譽文學士資格）先在伯裘書院任教，再在彩虹邨天主教英文中學任職訓導主任兩年。期間曾晉升為教務主任。
至1969年，譚萬鈞被元朗首富鄧伯裘之子兼前新界鄉議局主席鄧乾新聘用為私立伯裘書院的校長。同年由於創辦人鄧乾新移民海外，加上譚萬鈞覺得沒有學校會聘請曾任校長的人去當教師，譚萬鈞於是籌錢接辦伯裘書院，直至1973年才正式接掌整間中學繼續營辦，於2011年起擔任該校校監。譚萬鈞接辦書院之時正值元朗區逐漸發展成城市時期。他之所以放棄在津貼中學教學是因為不想學校的管理和自主空間因政府資助辦學而受到限制，故此在往後數十年時間都在私立學校教學，而且把自己管理的學校申請成為直接資助學校。至2002年為止，他所管理的直資學校計有伯裘書院、伯裘女子中學以及柏雨中學，以增加自主管理校政的空間。
在伯裘書院營辦初期，學校的發展未臻完善。譚萬鈞身任校長的時候曾持續進修，加強自己在教育行政管方面的認知。他在1972年修畢香港中文大學教育文憑（主修經濟）。及後在1979年完成香港中文大學研究院教育碩士學位，又在1993年遠赴英國倫敦大學完成教育研究院哲學博士學位，四年後更獲倫敦大學教育研究院頒授榮譽院士。他的個人事業發展至1990年代起了變化，開始參與更多教育公職。其中包括在1992年至1998年出任香港公開大學校董會委員、在1994年至1996年擔任教育委員會學校教育檢討小組主席兼教育統籌委員會委員和在
1993年至2001年期間獲委任為香港考試局副主席。其後於2000年代以後，他仍繼續參與其他相關公職。例如曾擔任社區體育事務委員會學校體育活動統籌小組委員會委員、專上教育機構開辦課程貸款評核委員會主席（2001年至2012年）、專上教育機構校舍分配委員會主席（2002年至2012年）以及教育局「青少年持續發展及就業相關培訓專責小組」成員（2004年至2008年）。
此外，譚萬鈞也為其他公益、教育及社會團體服務。他除了是前香港公益金籌募會委員、香港中文大學新亞書院的前校董（1995年至1998年）和香港大學專業進修學院教務委員會委員（1994年至1999年），亦是現任九龍樂善堂的義務及名譽顧問以及社區投資共享基金「社會資本摯友」會員。而譚萬鈞未退任校長前在1995年起為香港公開大學成立助學基金，協助在囚人士自我進修。雖然他現時已任學校校監，他仍然服務社區，為香港童軍總會出任訓練委員會主席與領袖訓練學院校董會委員。與此同時，是香港聯合國教育、科學與文化組織協會可持續發展教育項目的榮譽顧問。

### 政治動向
譚萬鈞於2000年當選香港立法會選舉選舉委員會界別分組選舉教育界分組委員，之後於2006年香港選舉委員會界別分組選舉中當選為教育界分組委員。在2017年，他被選為中華人民共和國香港特别行政區第十三屆全國人民代表大會代表選舉會議成員。

### 獲得榮譽
譚萬鈞在1983年獲頒英女皇榮譽獎章（Badge of Honour；BH）。到了1992年7月7日獲政府委任為太平紳士。因在辦學方和服務社會兩方面有卓越表現，他分別在2000年、2003年和2009年獲香港特別行政區政府頒授銅紫荊星章以表彰他在優質教育方面、教育界及社區方面的義務工作表現卓越和獲香港童軍總會分別頒發「青龍勳章」與「銀龍勳章」。在此之前，譚萬鈞於2002年與福光基金會理事長李子、永亨銀行執行董事兼總經理馮鈺聲和時富投資集團有限公司主席兼行政總裁關百豪一同獲香港公開大學頒授榮譽院士。

### 其他資料
譚萬鈞於2003年停辦位於美孚新邨的直資學校伯裘女子中學，以重新整合教學資源予匯知中學的長遠發展鋪路。另外，他在2014年因買賣元朗鄉村學校柏雨中學舊址合約問題捲入訴訟。該地段的前身是位於元朗屏山大道村、由國立中山大學教授盧家炳創辦的盧氏英文書院（1963年至1968年）。而譚萬鈞在1986年從盧家炳手中買入土地後一度將它改建成為伯裘書院校舍。

## 家庭生活
他目前已婚，妻子容麗珍同是教育界人士。二人合共育有三子，但長子早於1969年出生一星期後夭折。容麗珍已於2024年病歿。

## 著作
- 1997年：《教育行政》（與程介明、陳建熊、歐陽英昌、黃錦樟合著、由香港公開進修學院出版社出版）
- 2000年：《教育心‧教育情》（由獲益出版事業有限公司、ISBN：9789624493597）
- 2010年：《學校領導三元論 一個教育拓荒者的13個10000小時》（由超域國際教育服務中心出版、ISBN：9789889853204）

## 參與節目
- 1985年：新聞透視（7月20日，〈買位制〉，無綫電視）

## 外部連結
- 香港公開大學 「進修助更生計劃」開展，2010年
- 教育統籌委員會 教育改革報告，2000年（页面存档备份，存于）